# Rete tranviaria di San Diego
La rete tranviaria di San Diego (in inglese San Diego Trolley, IPA: [sæn diˈeɪɡoʊ ˈtrɑli]) è la rete tranviaria a servizio della città di San Diego, nello Stato della California. Aperta il 16 luglio 1981, è gestita dalla San Diego Trolley Inc, una sussidiaria dell'azienda San Diego Metropolitan Transit System.
La rete è lunga 105 km con 62 stazioni. Si compone di quattro linee, la linea blu, aperta nel 1981, la linea verde, aperta nel 2005, la linea arancione, aperta nel 1986, e la linea argento, aperta nel 2011 e che utilizza vetture storiche.

## La rete
| Linea           | Percorso                                            | Apertura | Lunghezza | Stazioni |
| --------------- | --------------------------------------------------- | -------- | --------- | -------- |
| Linea blu       | America Plaza ↔ San Ysidro Transit Center           | 1981     | 42,3 km   | 32       |
| Linea arancione | Santa Fe Depot ↔ El Cajon Transit Center            | 1986     | 29,0 km   | 19       |
| Linea verde     | 12th & Imperial Transit Center ↔ Santee Town Center | 2005     | 38,0 km   | 27       |
| Linea argento   | Circolare                                           | 2011     | 4,3 km    | 9        |